# Sutera foetida
Sutera foetida är en flenörtsväxtart som först beskrevs av Gábor Gabriel Andreánszky, och fick sitt nu gällande namn av Albrecht Wilhelm Roth. Sutera foetida ingår i släktet snöflingor, och familjen flenörtsväxter. Inga underarter finns listade i Catalogue of Life.